# Liste der Kulturdenkmäler in Nittel
In der Liste der Kulturdenkmäler in Nittel sind alle Kulturdenkmäler der rheinland-pfälzischen Ortsgemeinde Nittel einschließlich der Ortsteile Köllig und Rehlingen aufgeführt. Grundlage ist die Denkmalliste des Landes Rheinland-Pfalz (Stand: 8. Februar 2023).

## Einzeldenkmäler
| Bezeichnung                         | Lage                                                                          | Baujahr                                         | Beschreibung | Bild                           |
| ----------------------------------- | ----------------------------------------------------------------------------- | ----------------------------------------------- | --- | ------------------------------ |
| Quereinhaus                         | Köllig, Fischer Wild 7 Lage                                                   | 18. Jahrhundert                                 | Quereinhaus, stattliche barocke Hofanlage, 18. Jahrhundert, Erweiterung im 19. Jahrhundert | BW                             |
| Feuerwehrhaus                       | Köllig, Im Hübelgarten 44 Lage                                                | 1825                                            | ehemalige katholische Kapelle; schlichter Bruchsteinbau, Muschelnische, bezeichnet 1825 | BW                             |
| Bildstock                           | Nittel, Im Blümchen, an Nr. 4 Lage                                            | 17. Jahrhundert                                 | Kreuzbildstock, 17. Jahrhundert | Fotos hochladen                |
| Katholische Pfarrkirche St. Martin  | Nittel, Kirchenweg 3a Lage                                                    | 1761                                            | barocker Saalbau, 1761, Erweiterung 1933/34; am Kirchenvorplatz Kriegerdenkmal; ummauerter Kirchhof (Kreuzbildstock, Mitte des 17. Jahrhunderts; Friedhofskreuz, Ende des 17. Jahrhunderts; Grabmal für Pfarrer Bersdorf 1871) | weitere Bilder Fotos hochladen |
| Pfarrhaus                           | Nittel, Kirchenweg 6 Lage                                                     | 18. Jahrhundert                                 | barocker Mansarddachbau, 18. Jahrhundert, im Kern älter | Fotos hochladen                |
| Wohnhaus                            | Nittel, Kirchenweg 16 Lage                                                    | 1910er Jahre                                    | neubarockes Wohnhaus, 1910er Jahre | Fotos hochladen                |
| Hofanlage                           | Nittel, Kirchenweg 32 Lage                                                    | frühe 1920er Jahre                              | Streckhof, frühe 1920er Jahre | Fotos hochladen                |
| Bildstock                           | Nittel, Kirchenweg, gegenüber Nr. 36 Lage                                     | 1719                                            | Bildstock, bezeichnet 1719, (ist nicht mehr vorhanden) | BW                             |
| Wegekreuz                           | Nittel, Kirchenweg, Ecke Moselstraße Lage                                     | 1734                                            | Schaft eines Wegekreuzes, bezeichnet 1734 | Fotos hochladen                |
| Halfenhaus                          | Nittel, Moselstraße 13 Lage                                                   | zweite Hälfte des 18. Jahrhunderts              | ehemaliges Halfenhaus; barocker Krüppelwalmdachbau, zweite Hälfte des 18. Jahrhunderts | Fotos hochladen                |
| Mühle                               | Nittel, Mühlenweg 8 Lage                                                      | 1720                                            | ehemalige Mühle; Quereinhaus, bezeichnet 1720, mit Mühlenanbau und gegenüberliegenden Nebengebäuden, spätere Veränderungen, einer der fränkischen Siedlungskerne des Ortes, von städtebaulicher Bedeutung                      | Fotos hochladen                |
| Bildstock und Wegekapelle           | Nittel, Weinstraße, bei Nr. 5 Lage                                            | 18. Jahrhundert und Anfang des 20. Jahrhunderts | Bildstock und Wegekapelle, 18. Jahrhundert und Anfang des 20. Jahrhunderts | Fotos hochladen                |
| Wegekreuz                           | Nittel, nördlich des Ortes an der L 135 Lage                                  | 1824                                            | Schaftkreuz, bezeichnet 1824 | Fotos hochladen                |
| Wegekreuz                           | Nittel, östlich des Ortes an der L 135 Lage                                   | 1872                                            | neugotische Sandsteinstele, bezeichnet 1872 | Fotos hochladen                |
| Kreuzwegstationen                   | Nittel, südlich des Ortes am Fußweg von der Nitteler Kapelle nach Nittel Lage | vor 1900                                        | fünf neugotische Stationen, kurz vor 1900 | Fotos hochladen                |
| Nitteler Stele                      | Nittel, südlich des Ortes an der K 108 Lage                                   | Ende des 19. Jahrhunderts                       | neugotische Stele, Ende des 19. Jahrhunderts | Fotos hochladen                |
| Nitteler Bildstock                  | Nittel, südlich des Ortes an der K 108 Lage                                   | 1814                                            | Altarbildstock, bezeichnet 1814 | Fotos hochladen                |
| Nitteler Kapelle                    | Nittel, südlich des Ortes auf dem Nitteler Berg Lage                          | frühes 18. Jahrhundert                          | Kapelle des heiligen Rochus und der Jungfrau Maria; Wallfahrtskapelle, zweischiffige Halle, frühes 18. Jahrhundert; spätgotischer Chor; 1865 neugotische Wiederherstellung                                                     | weitere Bilder Fotos hochladen |
| Bildstock                           | Nittel, südlich des Ortes in der Verlängerung der Straße Haselgarten Lage     | 1812                                            | Altarbildstock, bezeichnet 1812 | Fotos hochladen                |
| Kuhnerts-Kreuz                      | Nittel, südöstlich des Ortes an der K 108 Lage                                | um 1810                                         | Altarkreuz, um 1810 | Fotos hochladen                |
| Katholische Filialkirche St. Martin | Rehlingen, Am Kapellenberg 15 Lage                                            | 1700                                            | kleiner barocker Saalbau, 1700 | BW                             |